# 德国冠军奖盘
德国冠军奖盘（德語：Deutsche Meisterschale）俗称“沙拉盘”（Salatschüssel），是在德国足球中授予德国足球冠军的流动奖杯，自1949年起沿用至今。

## 外观
在当前的托座中，奖盘的直径为59厘米，重约11千克，并已投保50000欧元。在两个外座圈上镌刻有自1903年以来的所有德国冠军。冠军得主的名称并非始终按照正寫法分隔。例如对普鲁士门兴格拉德巴赫进行的是如下分隔：、以及。1967年的和睦不伦瑞克则刻有字样。对于备受争议的1921年至1922年德国足球锦标赛，两支决赛队伍纽伦堡和汉堡分别都被刻为冠军。拜仁慕尼黑于1932年仍然未刻有“FC”字样，这在1969以后才增加。

## 历史

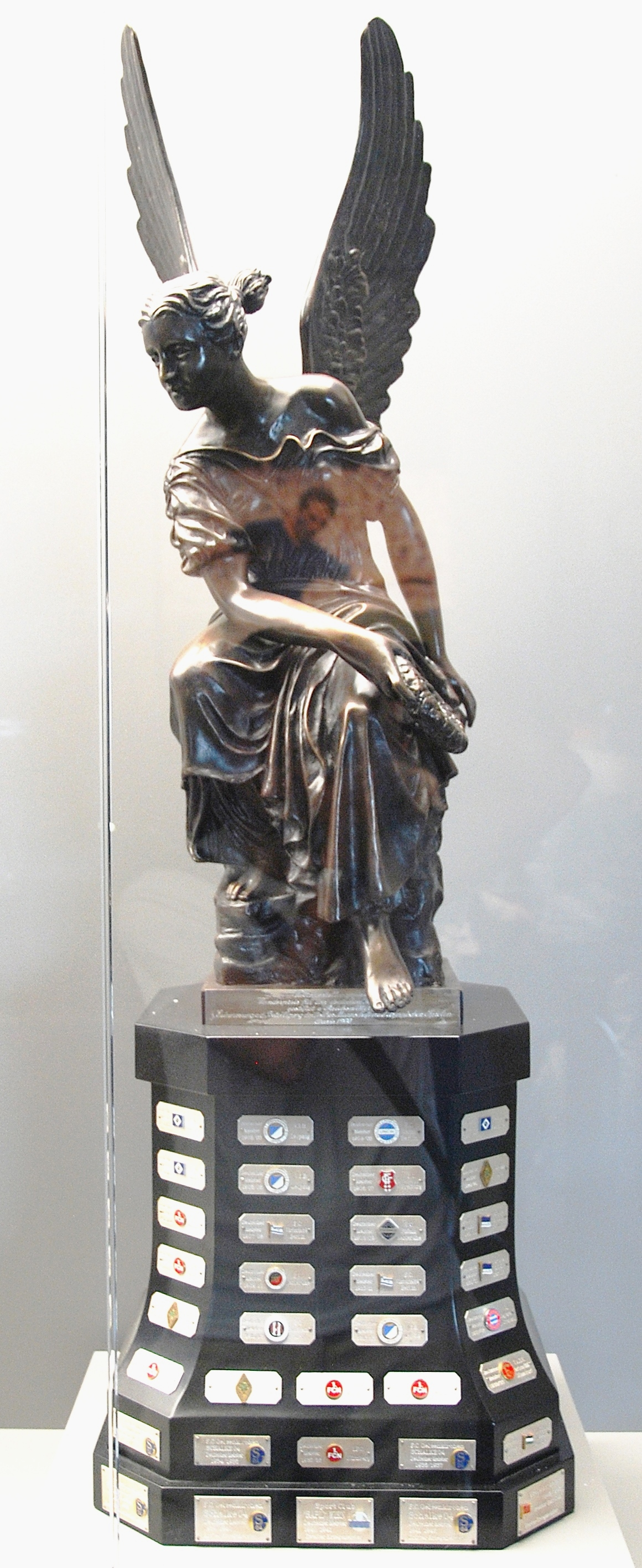
陈列于沙尔克04博物馆内的复制品。杯身上刻有1944年以前的所有冠军。

冠军奖盘于1949年制作，以取代在第二次世界大战期间流失的维多利亚奖杯（两德统一后又重新出现）。自1903年以来的所有德国冠军都会被刻在盘上。首个捧得此盘的是曼海姆草地竞赛俱乐部，它们是1948年至1949年德国足球锦标赛的冠军。

### 制作
冠军奖盘是由科隆美术和应用艺术学院的教授伊丽莎白·特雷斯科及其学生共同设计和制作。制作过程中共使用了5.5千克纯银。为了进行装饰，原盘镶嵌有十一枚小的和五枚大的碧玺。奖盘最初的直径为50厘米。

### 外座圈
至1981年，由于已无足够的空间来镌刻更多的冠军得主，因此奖盘通过增加一条银质座圈来扩大。银质座圈上还镶有多五枚71.98克拉的凸圆形碧玺以及价值9000欧元的黄金边框。奖盘的扩大是由来自罗登巴赫的金锻工匠阿道夫·库内施负责。
2009年，库内施对外座圈上既有的五块镌刻面进行了进一步增大，自此可供镌刻的面积达到三行而非此前的两行。同时，工匠们下一次可能需要于2026年之前再次寻求镌刻空间，而最初的扩大范围已于2011年用尽。

### 复制品
随冠军奖盘还制作有一些复制品，由曾多次赢得冠军头衔的俱乐部所持有。由于奖盘原件为流动奖杯设计，复制品使得这些俱乐部即便是失去了冠军头衔也可以继续展示冠军奖盘。
德国足球总会在过去曾多次使用复制品，以便在赛季的最后一轮将奖盘授予新冠军。如果没有复制品，这将在部分赛季变得困难，因为有两个或多个俱乐部仍可能在最后一轮中夺冠。复制品则可以确保存在于潜在冠军所在的每座球场。在赛季的最后一轮，奖盘原件通常会留在于倒数第二轮的积分榜领先者所在的球场。

## 德乙冠军奖盘
2009年2月2日，德国足球联赛协会在法兰克福发布了属于德乙联赛的冠军奖盘。在2008-09赛季的最后一轮，它首度被授予应届冠军弗赖堡体育俱乐部。
奖盘的外观因与汽车的轮毂罩近似而被戏称为“冠军轮圈”（Meisterfelge），其50厘米的直径和约8.5千克的重量较德国足球冠军的奖盘更小、更轻。自1981-82赛季成立单轨制的德乙联赛以来的所有冠军都已被镌刻入新盘，并会增加未来的冠军得主。
与德甲冠军一样，德乙冠军奖盘也是由来自罗登巴赫的艺术家阿道夫·库内施制作。其七缕射线象征着艺术家认为赢得冠军所必不可少的美德：激情、团队精神、强大的神经、取胜欲、技术、战术和自信。

## 女子德甲冠军奖盘

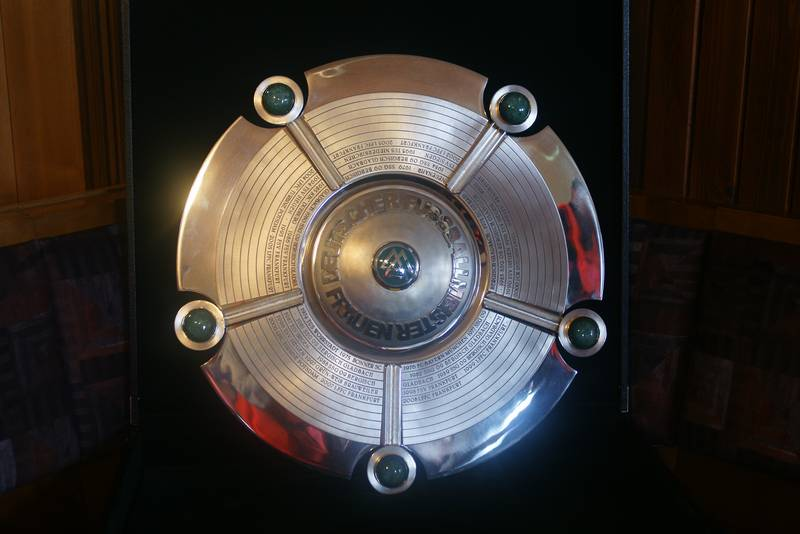
女子冠军奖盘

同样自2008-09赛季起，女子德甲联赛的冠军也获颁一个冠军奖盘，以取代之前颁发的冠军奖杯。其设计是基于男子德国足球冠军或男子德乙冠军的奖盘。2009年6月7日，时任波茨坦涡轮队长的延妮弗·齐茨成为首位捧起这一奖盘的球员。
奖盘的直径为50厘米，重约7.1千克。它由纯度为92.5%的纯银制成，并带有“德国女子足球冠军”（Deutscher Fußballmeister Frauen）字样。自1974年首度设立德国女子足球冠军以来，所有冠军俱乐部的名称都被刻在上面。